# Massanetta Springs
Massanetta Springs ist ein Census-designated place im Rockingham County im US-Bundesstaat Virginia. Das U.S. Census Bureau hat bei der Volkszählung 2020 eine Einwohnerzahl von 6.384 ermittelt.

## Geographie
Der Ort liegt südöstlich im Rockingham County an die Stadt Harrisonburg im Nordwesten grenzend.

## Attraktionen
Im Ort gibt es das Massanetta Springs Conference Center. Es gibt außerdem weitere Touristenaktionen wie einen Hochseilgarten.

## Demografie
Die Bevölkerung nach der Volkszählung von 2020 betrug 6384. Damit gab es ein Wachstum im Vergleich zu 2010, als der Ort noch 4833 Einwohnerinnen und Einwohner hatte.